# Округ Рандолф (Илиноис)
Округ Рандолф (енгл. Randolph County) је округ у америчкој савезној држави Илиноис.

## Демографија
По попису из 2010. године број становника је 33.476, што је 417 (-1,2%) становника мање 2000. године.
| Група             | 2000.          | 2010.          |
| Белци             | 29.860 (88,1%) | 28.933 (86,4%) |
| Афроамериканци    | 3.147 (9,3%)   | 3.263 (9,7%)   |
| Азијати           | 81 (0,2%)      | 104 (0,3%)     |
| Хиспаноамериканци | 521 (1,5%)     | 867 (2,6%)     |
| Укупно            | 33.893         | 33.476         |